# Elaphoglossum deliculatum
Elaphoglossum deliculatum là một loài dương xỉ trong họ Dryopteridaceae. Loài này được Mickel mô tả khoa học đầu tiên năm 1987.
Danh pháp khoa học của loài này chưa được làm sáng tỏ. 